# ناثان بيتومازالا
ناثان بيتومازالا (بالإنجليزية: Nathan Bitumazala)‏ هو لاعب كرة قدم فرنسي يلعب مع نادي باريس سان جيرمان في الدوري الفرنسي الممتاز.